# 松枝尚嗣
松枝 尚嗣（まつえだ なおつぐ）は、日本の漫画家。

## 経歴
1989年に堀井覚司（ほりいさとる）のペンネームで『月刊少年ジャンプ』にてデビュー。1997年より松枝尚嗣として活動。

## 作品リスト

### 単行本
- ザ・ヒットマン!（1991年、集英社）
- THE SPY'S FAMILY（1996年、秋田書店）
- B-Dash（1997年、集英社）
- B-DASH（1998年、集英社）
- ペルソナ 罪と罰（2000年、集英社）
- FACTORY Z（2003年、小学館）
- コミック貧困大国アメリカ（2010年、PHP研究所）
- ダシマスター（2010年、集英社、原作：早川光）
- シバのヨル（2012年、実業之日本社）
- 時間島（2013年、アルファポリス）
- まんがでわかるライフアシスト（2018年）
- まんがでわかる 頭に来てもアホとは戦うな!（2019年、朝日新聞出版）
- マンガ このまま今の会社にいていいのか?と一度でも思ったら読む 転職の思考法 (2021年、ダイヤモンド社)

### 読切
- バイオハザード アンブレラ・クロニクルズ 崩壊への序曲（『週刊少年チャンピオン』2007年50号・51号［前後編］、監修：スタジオサバイヴ、原作：宮﨑克）